# Муних, Душан
Душан Муних (словен. Dušan Munih; 31 октября 1924, Волче близ Толмина — 10 января 1945, Боршт около Триеста) — югославский словенский партизан, участник Народно-освободительной войны, Народный герой Югославии.

## Биография

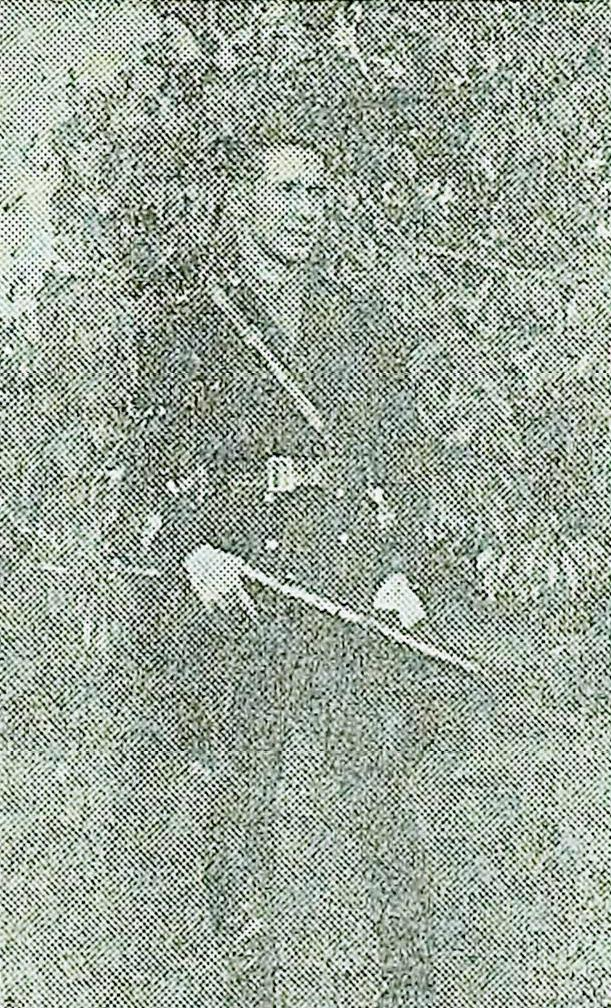
Душан Муних в рядах НОАЮ

Родился 31 октября 1924 в селе Волче (словен. Volče) вблизи города Толмин, по другим данным в селе Мост-на-Сочи (словен. Most na Soči). Учился в реальной гимназии. В партизанском движении с 1942 года. Был секретарём Толминской партизанской роты. После образования 3-й Словенской бригады стал командиром её минёрско-диверсионной роты. В мае 1943 года вступил в Службу разведки и безопасности Словении, участвовал в создании её структур в Словенском Приморье. В ноябре 1943 года во время немецкого наступления сотрудничал в Триесте с Группами патриотического действия коммунистического итальянского движения Сопротивления. В феврале — мае 1944 года успешно взаимодействовал с Мехти Гусейнзаде. В этом же году был ранен. В конце 1944 года снова вернулся в Триест, где руководил группами Отдела защиты народа, т. н. общеюгославской партизанской службы разведки и безопасности.
10 января 1945 года убит немецкими и итальянскими спецслужбами в селе Боршт (словен. Boršt, итал. Sant'Antonio In Bosco) близ Триеста. 20 декабря 1951 года ему посмертно присвоено звание Народного героя Югославии.